# 陽江機場
阳江机场是中国广东省阳江市规划中的机场，拟建于江城区双捷镇双坪村北侧，距离阳江市直线距离26km，公路距离约32km。
阳江机场定位为国内4C级支线机场，近期规划建设一条2800×45米跑道，设计旅客吞吐量为200万人次。
2017年发布的《中国民用航空发展第十三个五年规划》和《全国民用运输机场布局规划》中，已将阳江机场列入前期建设规划名单。2022年5月，阳江机场项目开始前期工作招标。2024年7月，中国民用航空局正式批复阳江机场选址，同意将双坪场址作为阳江机场首选场址。